# Soesilarishius macrochelis
Soesilarishius macrochelis – gatunek pająka z rodziny skakunowatych.
Gatunek ten opisany został w 2013 roku przez Gustavo Ruiza na podstawie parki okazów.
Skakun o ciele długości 3,8 mm. Karapaks jest ciemnobrązowy. Nogogłaszczki, warga dolna, sternum i endyty są jasnobrązowe u samicy i żółte u samca. Szczękoczułki samca są brązowe i powiększone, samicy jaśniejsze. Odnóża są w barwach jasnobrązowej, ciemnobrązowej i żółtej. Opistosoma jest kremowa, ciemnobrązowo upstrzona, u samca z jasnobrązową tarczą i ciemnobrązowym spodem. Kądziołki przędne samicy są jasnobrązowe, zaś u samca przednia ich para jest żółta, a tylna ciemnobrązowa.Samiec ma krótki embolus i silnie zakrzywioną apofizę retrolateralną. Samica ma epigyne bez zaznaczonej kieszonki środkowej i z szerokimi otworami kopulacyjnymi wyposażonymi w klapki na tylnych krawędziach.
Pająk neotropikalny, znany tylko z Floresta Nacional do Araripe w brazylijskim stanie Ceará.